# Nowiny dla ludu wiejskiego
Nowiny dla ludu wiejskiego – polskojęzyczny tygodnik drukowany szwabachą wydawany w Cieszynie w okresie Wiosny Ludów. Był wydawany przez polskojęzyczne środowiska proniemieckie, głównie ewangelickie, przez co miał germanofilski i antypolski charakter. Miał aprobatę niemieckich demokratów, wówczas najliczniejszych w Bielsku i Cieszynie. Dało początek nurtowi „ślązakowskiemu” na Śląsku Cieszyńskim. Niejako kontynuacją tygodnika były późniejsze „Nowy Czas. Tygodnik polityczny” superintendenta Theodora Haasego i „Ślązak” Śląskiej Partii Ludowej.
Wydawcami byli kolejno Józef Paduch, Andrzej Źlik i Paweł Kajzar. W związku z wprowadzeniem przez prawo austriackie systemu kaucji wymaganych od wydawców, 28 marca 1849 roku zaprzestano wydawania Nowin dla Ludu Wiejskiego.

## Historia
Była reakcją na wydawany od 6 maja 1848 austroslawistyczny „Tygodnik Cieszyński”. Wydawanie zapoczątkowały dwie osoby: Karol Kotschy (Koczy), zastępca posła frankfurckiego z okręgu bielskiego i pastor zboru ewangelickiego w Ustroniu oraz Andrzej Źlik, profesor gimnazjum ewangelickiego w Cieszynie. Tygodnik często polemizował i krytykował narodowo-polski charakter Tygodnika Cieszyńskiego po przejęciu go przez Pawła Stalmacha, np. przeciw przyłączeniu Śląska Cieszyńskiego do Galicji. Na łamach gazety starano się dowodzić, że odrębność językowa nie może decydować o przynależności państwowej, lecz może być jej przyczyną wyższość cywilizacyjna Niemiec nad ziemiami polskimi. Lansowano w niej asocjację polskości z uciskiem feudalnym i zacofaniem ekonomicznym.
Po upadku rewolucji wiedeńskiej w grudniu 1848 w tygodniku podkreślono sentymenty proniemieckie dobitniej: Śląsko do niemieckiej ziemi należy, a coraz to więcej niemczyzny w nim przebywa. (...) Wejrzyj z miasta, są niemieckie! Spojrzyj na wieś: wieśniak się pyszni, iż po niemiecku mówić umie. Bo niemiecki jest mu znakiem i zaręczeniem kultury. 
W następnym roku państwo Habsburgów wprowadziło wysokie kaucje na wydawanie prasy i oba tygodniki przestały być wydawane.